# Schlitzblättrige Brombeere
Die Schlitzblättrige Brombeere (Rubus laciniatus), auch als Zipfelblättrige Brombeere bezeichnet, ist eine Pflanzenart der Gattung der Brombeeren (Rubus) innerhalb der Familie der Rosengewächse (Rosaceae).

## Beschreibung

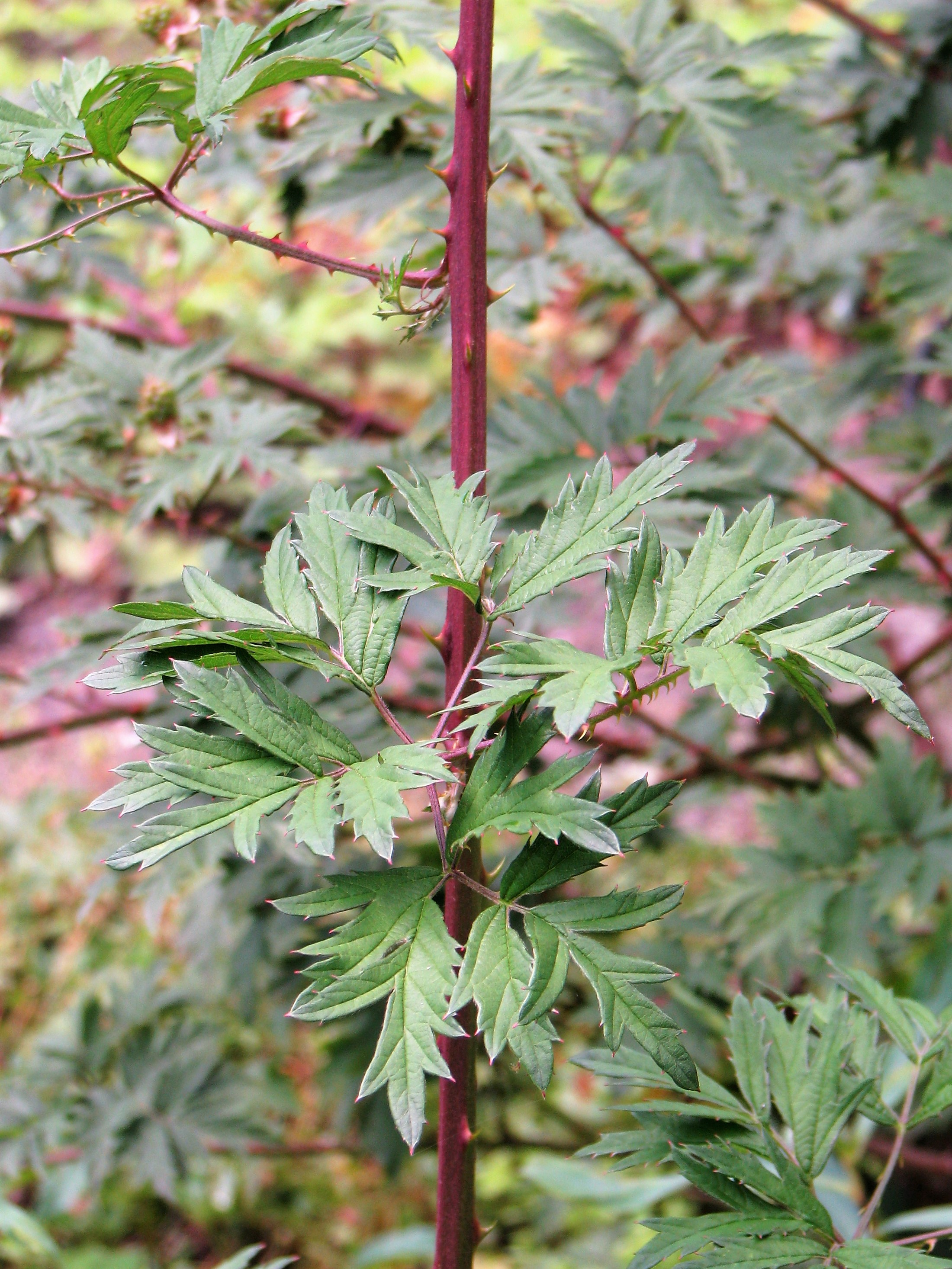
Zweig mit Stacheln und gefiederten Laubblättern

### Vegetative Merkmale
Die Schlitzblättrige Brombeere ist ein sommer- und wintergrüner Scheinstrauch und erreicht eine Größe (Länge) von 2 bis 4 Metern. Es werden Ausläufer gebildet. Der kräftige und meist stark verzweigte Schössling ist bestachelt, kahl oder behaart, jedoch frei von langen, roten Drüsenhaaren. Die Stacheln sind gleichartig und sichelförmig, an der Basis oft rötlich gefärbt und messen 6 bis 11 Millimeter. Aus Kultur sind stachellose Sorten wie ‚Thornless Evergreen‘ bekannt.
Die wechselständig angeordneten Laubblätter sind in Blattstiel und Blattspreite gegliedert. Nebenblätter entspringen circa 1 bis 3 Millimeter oberhalb des Blattstielgrundes. Die Blattspreite ist fünfteilig und häufig etwas ledrig und derb sowie kahl oder unterseits behaart, jedoch nicht weißfilzig. Sie besitzen nahezu doppelt gefiederte oder tief fiederteilig zerschlitzte Blättchen.

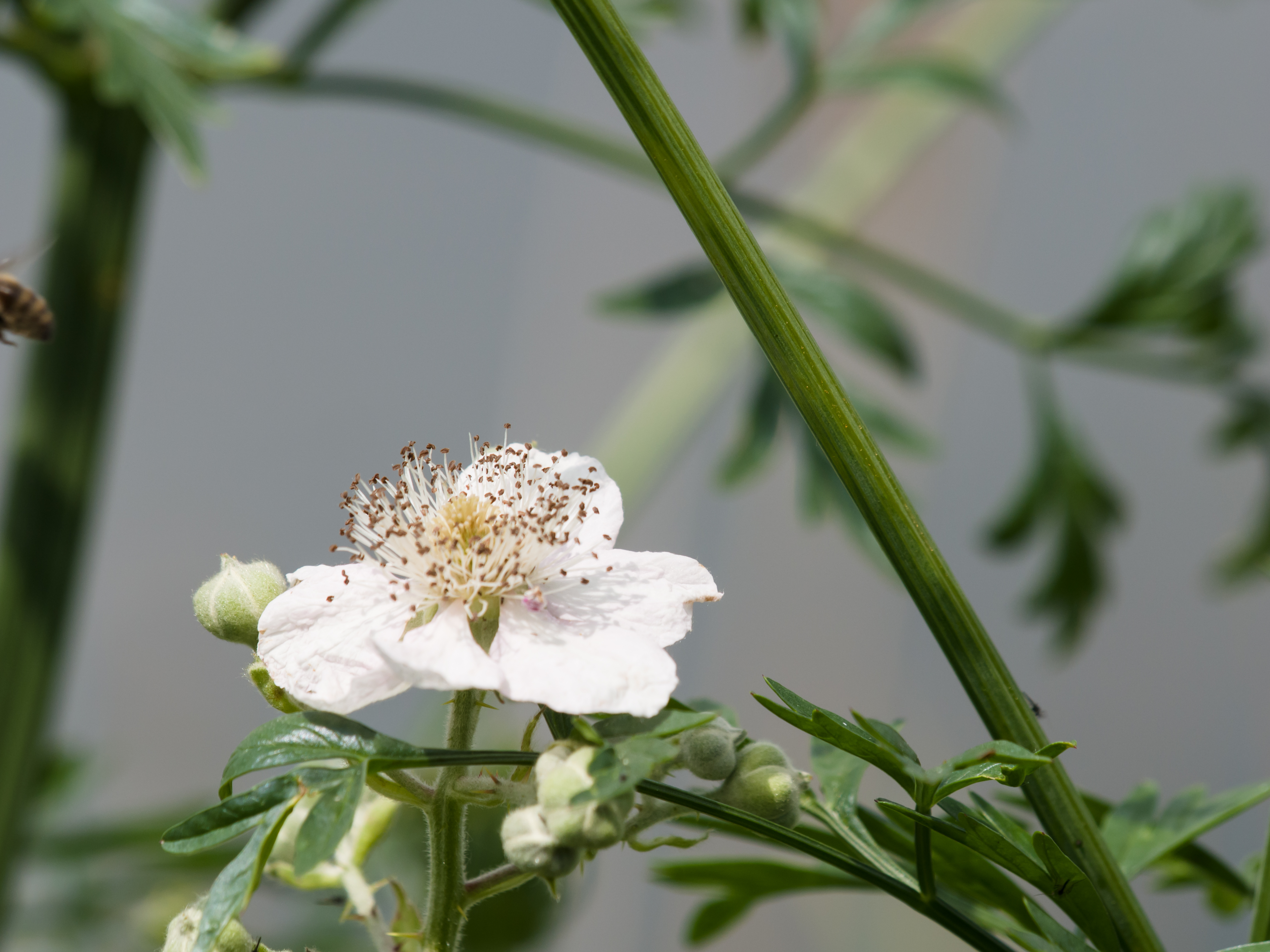
Fünfzählige Blüte mit den vielen Staubblättern

### Generative Merkmale
Die Blütezeit liegt in den Monaten (Juni) Juli und August. Der rispige Blütenstand ist breit und weist zahlreiche kurze, gebogene Stacheln auf. Im Blütenstand finden sich ebenfalls zerschlitzte Blättchen.
Die zwittrigen Blüten sind radiärsymmetrisch und fünfzählig mit doppelter Blütenhülle. Die fünf Kelchblätter sind zurückgebogen und graufilzig behaart. Die fünf Kronblätter sind weiß oder rosa sowie vorderseits oftmals eingeschnitten. Es sind zahlreiche Staubblätter vorhanden, welche länger als die Griffel sind.
Die Sammelsteinfrucht ist bei Reife schwarz, schwarz-rot oder bläulich.

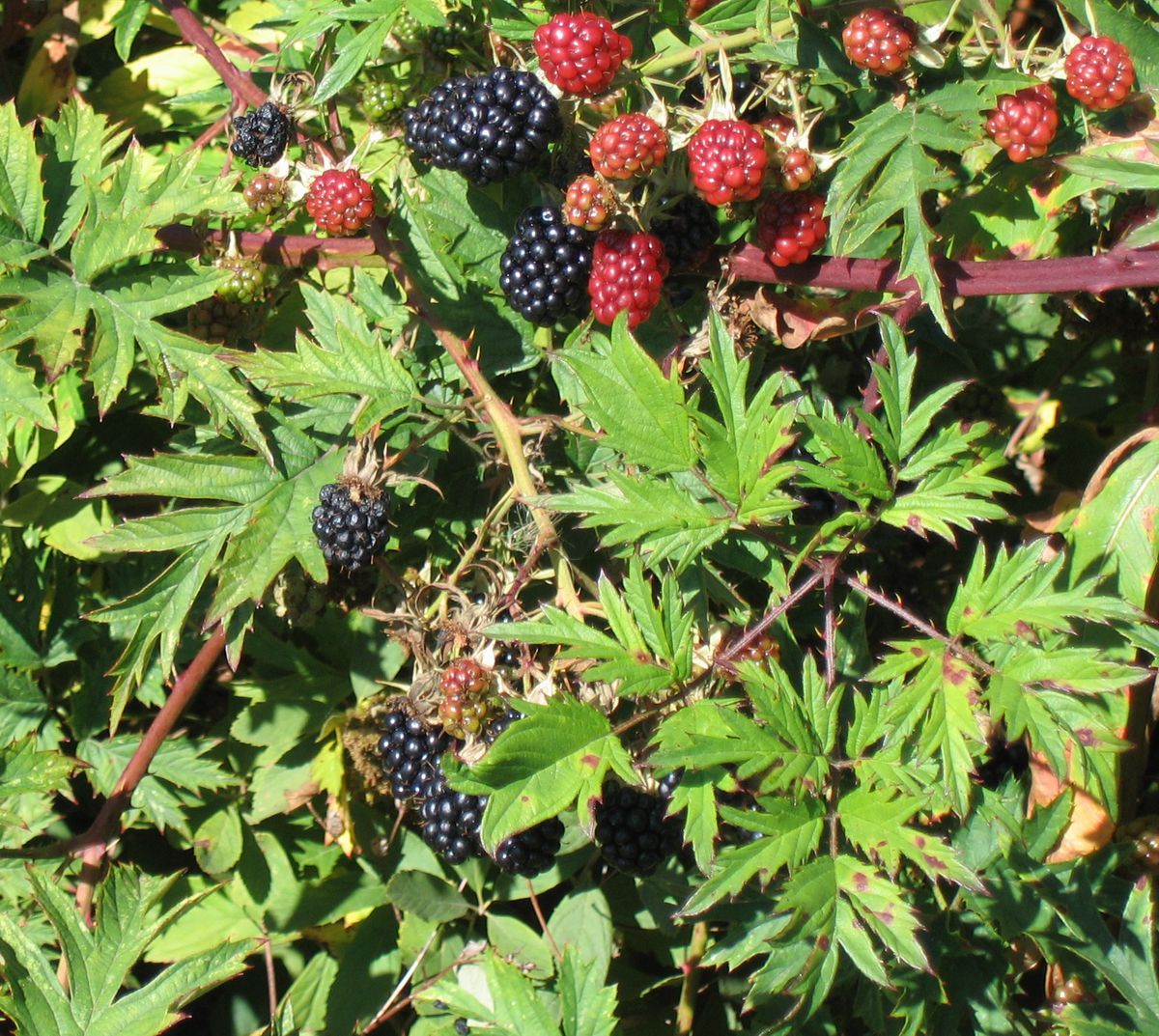
Laubblätter und Fruchtstand

## Ökologie
Rubus laciniatus ist ein Nanophanerophyt und Hemikryptophyt.
Die Bestäubung erfolgt durch Insekten. Früchte entwickelt sich nach Befruchtung oder durch Apomixis. Die Ausbreitung der Diasporen erfolgt durch Vögel (Endochorie) oder den Menschen.

## Vorkommen und Gefährdung
Das ursprüngliche Verbreitungsgebiet der Rubus laciniatus liegt in den nördlichen gemäßigten Gebieten Europas. Das Klima unterliegt ozeanischen Einflüssen.
Als Neophyt kommt sie in der südlichen gemäßigten Zone Europas sowie in den USA, Kanada und Australien (South Australia, New South Wales, Victoria, Tasmanien) vor. Innerhalb Europas umfasst das heutige Verbreitungsgebiet Areale in Österreich, Deutschland, Schweiz, Spanien, Frankreich, Italien, Belgien, England, Tschechien, Slowakei, Dänemark, Finnland, Niederlande, Rumänien, Schweden und Norwegen.
Rubus laciniatus gelangte vermutlich aus England in den Botanischen Garten Berlin. In Deutschland ist die Art als etablierter Neophyt anzutreffen. Sie ist verbreitet im nordwestlichen Schleswig-Holstein; zerstreute Vorkommen sind aus dem südlichen Nordrhein-Westfalen, Sachsen, Sachsen-Anhalt, Brandenburg, Niedersachsen und dem südöstlichen Schleswig-Holstein bekannt. Die Schlitzblättrige Brombeere ist selten in Bayern, Baden-Württemberg, Rheinland-Pfalz, nördlichem Nordrhein-Westfalen, Thüringen und Mecklenburg-Vorpommern anzutreffen. Rubus laciniatus ist nach Bundesartenschutzverordnung (BArtSchV) in Deutschland „nicht besonders geschützt“.
In der Schweiz kommt die Schlitzblättrige Brombeere gelegentlich verwildert vor. Der Verbreitungsschwerpunkt liegt hier in der kollinen bis submontanen Höhenstufe im Norden, Nordwesten und Westen des Landes. Die ökologischen Zeigerwerte nach Landolt et al. 2010 sind in der Schweiz: Feuchtezahl F = 2+ (frisch), Lichtzahl L = 4 (hell), Reaktionszahl R = 3 (schwach sauer bis neutral), Temperaturzahl T = 4 (kollin), Nährstoffzahl N = 3 (mäßig nährstoffarm bis mäßig nährstoffreich), Kontinentalitätszahl K = 2 (subozeanisch).
Als Standorte kommen in Deutschland besonders Hecken, Gebüsche, sonnige Waldränder sowie Waldwege und -lichtungen in tiefen bis montanen Lagen mit mäßig warmem Klima in Betracht. Die Böden sind oft relativ nährstoffarm und sandig. Der Stickstoffgehalt des Substrats ist niedrig, stickstoffreiche Böden werden nur selten besiedelt. Die Schlitzblättrige Brombeere gedeiht am besten auf mittelfeuchten (nicht nass, nicht regelmäßig austrocknend) Böden. Rubus laciniatus ist ein Säurezeiger, kann gelegentlich jedoch auch auf neutralen Böden vorkommen.
In Nordamerika ist Rubus laciniatus etabliert in weiten Teilen des Nordwestens, vom kanadischen British Columbia südwärts über Montana, Wyoming und Colorado bis Kalifornien, östlich bis Idaho. Im Osten kommt sie von Neuengland westwärts bis Michigan und südwärts bis Missouri, Tennessee und South Carolina vor. Es werden diverse Lebensräume besiedelt, darunter Koniferenwälder mit Sitkafichten (Picea sitchensis) oder Douglasien (Pseudotsuga menziesii), Erlenwälder (Alnus rubra) oder Flusssäume. In der Begleitvegetation finden sich häufig Rubus parviflorus, Rubus spectabilis, Heidelbeeren (Vaccinium spec.), Rippenfarn (Struthiopteris spicant), Oxalis oregana und Maianthemum dilatatum. Auch auf Hawaii erfolgt die Kultur von Rubus laciniatus.
Rubus laciniatus ist als Lichtpflanze an hellen Standorten anzutreffen; die relative Beleuchtungsstärke zur Zeit der vollen Belaubung im Wald liegt nur selten unter 40 %.

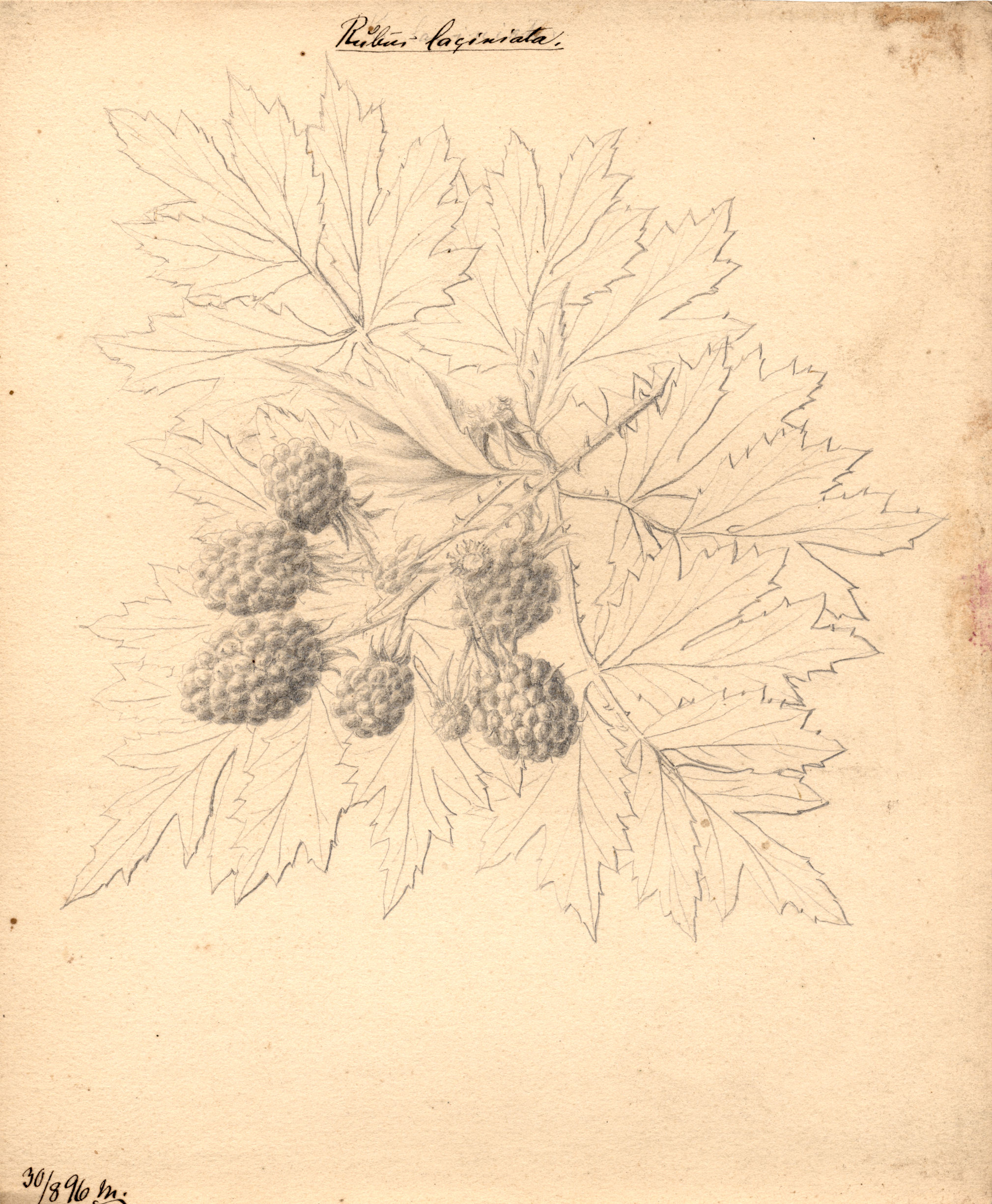
Illustration

## Systematik
Die Erstbeschreibung von Rubus laciniatus erfolgte im Jahr 1806 durch den deutschen Botaniker Carl Ludwig Willdenow in Hortus Berolinensis, sive Icones et Descriptiones..., 2, 7, Tafel 82. Ein Synonym für Rubus laciniatus  Willd. ist Rubus nemoralis f. laciniatus (Willd.) A.Beek.
Rubus laciniatus ist nur als Kulturpflanze bekannt und wurde erstmals 1661 von Leonard Plukenet in seinem Werk Phytographia abgebildet. Sie ist vermutlich in England aus Rubus nemoralis entstanden. Zwischen diesen beiden Arten  bestehen enge taxonomische Beziehungen. Diese werden auch angezeigt durch gemeinsame Merkmale wie eine gelegentliche Schlitzblättrigkeit bei Rubus nemoralis, vergleichbar mit weniger stark schlitzblättrigen Formen von Rubus laciniatus (jedoch nicht in dem Ausmaße wie typischerweise bei Rubus laciniatus). Es ist nicht geklärt, ob Rubus laciniatus durch eine Spontanmutation oder Hybridisierung  von Rubus nemoralis mit einer eng verwandten Art entstanden ist.
Die Art Rubus laciniatus gehört zur Serie Rhamnifolii aus der Untersektion Hiemales der Sektion Rubus innerhalb der Gattung Rubus